# Asilus dioctriaeformis
Asilus dioctriaeformis là một loài ruồi trong họ Asilidae. Asilus dioctriaeformis được Macquart miêu tả năm 1846. Loài này phân bố ở vùng nhiệt đới châu Phi.